# Maksims Uvarenko
Maksims Uvarenko (Ventspils, 17 gennaio 1987) è un ex calciatore lettone, di ruolo portiere.

## Carriera

### Club
Uvarenko è cresciuto nelle giovanili del Ventspils. Ha esordito nella prima squadra del club, in Virslīga, in data 11 novembre 2004: è stato schierato titolare nel pareggio casalingo per 1-1 contro l'Auda Ķekava. Il 29 luglio dello stesso anno ha disputato la prima partita nelle competizioni UEFA per club, subentrando al portiere titolare Deniss Romanovs nella vittoria per 8-0 sul B68 Toftir, nei turni preliminari della Coppa UEFA 2004-2005.
A gennaio 2006, Uvarenko è passato ai cechi dello Slovan Liberec. Ha esordito con questa casacca il 4 maggio 2008, in occasione della 28ª giornata della 1. liga: è stato titolare nel pareggio a reti inviolate contro la Dynamo České Budějovice.
Ad agosto 2008, Uvarenko è passato al Vítkovice con la formula del prestito. Ha giocato la prima partita con la nuova maglia in data 16 agosto, venendo espulso nella sconfitta subita per 1-0 sul campo del Baník Most. A gennaio 2009 è tornato allo Slovan Liberec per fine prestito, dov'è rimasto per un anno.
A gennaio 2010, si è trasferito a titolo definitivo al Vysočina Jihlava. Ha debuttato con questa squadra il 6 marzo seguente, nella partita persa per 0-1 contro il Tescoma Zlín. Ha difeso i pali del Vysočina Jihlava fino alla fine della stagione 2011-2012. Proprio nell'estate 2012, Uvarenko ha fatto ritorno al Ventspils. Rimasto in squadra per due anni e mezzo, ha contribuito alla vittoria finale di due edizioni della Virslīga (2013 e 2014).
A gennaio 2015, Uvarenko si è accordato con i bulgari del CSKA Sofia. Ha esordito in A PFG in data 21 marzo, in occasione del pareggio interno per 0-0 arrivato contro il Beroe. Ha disputato 2 partite con questa maglia, subendo 4 reti.
Conclusa questa esperienza, è passato al ViOn Zlaté Moravce, in Slovacchia. È rimasto in squadra da ottobre a dicembre 2015, senza giocare alcuna partita. Dal 2016 al 2018 è tornato a vestire la maglia del Ventspils.
In vista del campionato 2019, Uvarenko è stato in forza al Riga FC. Ha giocato la prima partita in squadra in data 9 marzo, nella vittoria maturata sul campo dello Jelgava con il punteggio di 0-1. Alla fine della stagione è arrivata la vittoria del campionato.
L'anno seguente, Uvarenko è stato tesserato dai norvegesi del Levanger, all'epoca militanti in 2. divisjon (terzo livello del campionato locale). A causa della pandemia di COVID-19, la stagione non ha mai preso inizio e Uvarenko non ha disputato alcuna partita con questa maglia.

## Statistiche

### Presenze e reti nei club
Statistiche aggiornate al 6 marzo 2023.
| Stagione                | Club                    | Campionato              | Campionato | Campionato | Coppe nazionali | Coppe nazionali | Coppe nazionali | Coppe continentali | Coppe continentali | Coppe continentali | Supercoppe | Supercoppe | Supercoppe | Totale | Totale |
| Stagione                | Club                    | Comp                    | Pres       | Reti       | Comp            | Pres            | Reti            | Comp               | Pres               | Reti               | Comp       | Pres       | Reti       | Pres   | Reti   |
| ----------------------- | ----------------------- | ----------------------- | ---------- | ---------- | --------------- | --------------- | --------------- | ------------------ | ------------------ | ------------------ | ---------- | ---------- | ---------- | ------ | ------ |
| 2004                    | Ventspils               | VL                      | 1          | -1         | CL              | 0               | 0               | -                  | -                  | -                  | -          | -          | -          | 1      | -1     |
| 2005                    | Ventspils               | VL                      | 0          | 0          | CL              | 0               | 0               | CU                 | 1                  | 0                  | -          | -          | -          | 1      | 0      |
| gen.-giu. 2006          | Slovan Liberec          | 1L                      | 0          | 0          | CRC             | ?               | -?              | -                  | -                  | -                  | -          | -          | -          | ?      | -?     |
| 2006-2007               | Slovan Liberec          | 1L                      | 0          | 0          | CRC             | ?               | -?              | UCL+CU             | 0                  | 0                  | -          | -          | -          | ?      | -?     |
| 2007-2008               | Slovan Liberec          | 1L                      | 1          | 0          | CRC             | ?               | -?              | Int                | 0                  | 0                  | -          | -          | -          | 1      | 0+     |
| ago.-dic. 2008          | Vítkovice               | 2L                      | 13         | -17        | CRC             | ?               | -?              | -                  | -                  | -                  | -          | -          | -          | 13+    | -17+   |
| gen.-giu. 2009          | Slovan Liberec          | 1L                      | 0          | 0          | CRC             | ?               | -?              | -                  | -                  | -                  | -          | -          | -          | ?      | -?     |
| 2009-gen. 2010          | Slovan Liberec          | 1L                      | 0          | 0          | CRC             | ?               | -?              | UEL                | 0                  | 0                  | -          | -          | -          | ?      | -?     |
| gen.-giu. 2010          | Vysočina Jihlava        | 2L                      | 14         | -7         | CRC             | -               | -               | -                  | -                  | -                  | -          | -          | -          | 14     | -7     |
| 2010-2011               | Vysočina Jihlava        | 2L                      | 22         | -17        | CRC             | ?               | -?              | -                  | -                  | -                  | -          | -          | -          | 22+    | -17+   |
| 2011-2012               | Vysočina Jihlava        | 2L                      | 17         | -21        | CRC             | ?               | -?              | -                  | -                  | -                  | -          | -          | -          | 17+    | -21+   |
| Totale Vysočina Jihlava | Totale Vysočina Jihlava | Totale Vysočina Jihlava | 53         | -45        |                 | ?               | ?               |                    | -                  | -                  |            | -          | -          | 53     | -45+   |
| lug.-dic. 2012          | Ventspils               | VL                      | 19         | -7         | CL              | 1               | -1              | UCL                | 2                  | -4                 | -          | -          | -          | 22     | -12    |
| 2013                    | Ventspils               | VL                      | 22         | -16        | CL              | 1               | -2              | UEL                | 5                  | -4                 | -          | -          | -          | 28     | -22    |
| 2014                    | Ventspils               | VL                      | 34         | -18        | CL              | 1               | 0               | UCL                | 2                  | -1                 | -          | -          | -          | 37     | -19    |
| gen.-giu. 2015          | CSKA Sofia              | A-PFG                   | 2          | -4         | CB              | -               | -               | -                  | -                  | -                  | -          | -          | -          | 2      | -4     |
| ott.-dic. 2015          | ViOn Z.M.               | SL                      | 0          | 0          | CS              | 0               | 0               | -                  | -                  | -                  | -          | -          | -          | 0      | 0      |
| 2016                    | Ventspils               | VL                      | 15         | -14        | CL              | 3               | -2              | UEL                | 4                  | -4                 | -          | -          | -          | 22     | -20    |
| 2017                    | Ventspils               | VL                      | 14         | -16        | CL              | 1               | -1              | UEL                | 1                  | 0                  | -          | -          | -          | 16     | -17    |
| 2018                    | Ventspils               | VL                      | 7          | -6         | CL              | 0               | 0               | UEL                | 4                  | -6                 | -          | -          | -          | 11     | -12    |
| Totale Ventspils        | Totale Ventspils        | Totale Ventspils        | ?          | ?          |                 | ?               | ?               |                    | -                  | -                  |            | -          | -          | ?      | ?      |
| 2019                    | Riga FC                 | VL                      | 9          | -7         | CL              | 1               | 0               | UCL+UEL            | 0                  | 0                  | -          | -          | -          | 10     | -7     |
| 2020                    | Levanger                | 2D                      | -          | -          | -               | -               | -               | -                  | -                  | -                  | -          | -          | -          | -      | -      |
| Totale                  | Totale                  | Totale                  | ?          | ?          |                 | ?               | ?               |                    | ?                  | ?                  |            | ?          | ?          | ?      | ?      |